# Matang Sijuek Barat
Matang Sijuek Barat is een bestuurslaag in het regentschap Aceh Utara van de provincie Atjeh, Indonesië. Matang Sijuek Barat telt 1018 inwoners (volkstelling 2010).